# Міжнародна асоціація підтримки України
«Міжнародна асоціація підтримки України» (англ. International Association for Support of Ukraine, IASU) — міжнародна неурядова неприбуткова організація, яка займається медичною та гуманітарною допомогою Україні та сприянням розвитку медичних закладів і громадянського суспільства України з більш ніж 7 країн світу зі штаб-квартирою у Києві. Організація була заснована 7 липня 2014 року.

## Історія створення
Майбутні засновники фонду з 5 країн Європи (України, Словаччини, Австрії, Німеччини та Франції) познайомились через Фейсбук і почали віддалено працювати з лютого 2014, щоб допомогти пораненим під час Революції гідності отримати якісне медичне лікування та реабілітацію у провідних клініках Австрії, Німеччини, Франції, Словаччини, Польщі, Італії та Америки.
Окрім прагнення допомогти, їх об'єднала увага до якості і ефективності спільної роботи, надання послуг реципієнтам, оптимізація а також прагнення максимально закріпити досягнуті результати.
Перша установча зустріч відбулась у 2014 році у червні місяці у Відні (Австрія), на якій були закладені місія, мета, візія, цінності, стратегічна мета, завдання, які з часом перетворилися на напрями діяльності та фундаментальні засади.
Назва фонду виборювалася шляхом правок у законодавстві, оскільки слово «Асоціація» не мало право використовуватись у назві. Для засновників було принциповим первинну назву «Міжнародна асоціація підтримки України» через те, що вона відображала принцип об'єднання та головну думку, що Україна має всі сили і ресурси для розвитку, проте в часі боротьби з наслідками комуністичної епохи вона потребує підтримки та віри.

## Діяльність
Попри відсутність досвіду діяльності у громадському секторі та медицині, засновники швидко запустили кілька проєктів у медичній сфері: лікування, протезування, реабілітація поранених за кордоном, запрошення закордонних медичних фахівців в Україну для операцій і тренінгів, а також доставка в Україну і розподіл гуманітарної медичної допомоги.
- Проєкт «Школа ходи» (Austria) в 2015—2017 роках в Австрійському реабілітаційному центрі для осіб з ампутантаціями «ZickZee» для важкопоранених українських вояків та цивільних осіб, медиків, які були волонтерами у гарячих точках на Сході України у 2014-15 рр.
- Проєкт реабілітації важкопоранених вояків з ампутаціями у Греції січень-лютий 2017 р.
- Програма Реабілітація в Словаччині (фізіологічне лікування після важких хірургічних втручань) 2014—2019 роки для поранених учасників Революції гідності та АТО/ООС на Сході України.
- Проєкт протезування поранених вояків і цивільних людей з ампутаціями в Австрії та Німеччинні з 2014 по 2017 рік.
- Психокорекційна програма «Родинна реабілітація учасників АТО/ООС» для родин ветеранів разом з їх дітьми у Словачинні та Україні. Діє з 2014 дотепер. На січень 2022 року понад 1000 сімей українців пройшли програму «РР», члени яких зазнали досвід бойового стресу на війні (ПТСР).
- Дитячий проєкт «Edutiming» для юнаків та юначок підліткового віку, батьки яких загинули або були важкопоранені під час подій в Україні з 2014 року і дотепер.
- Гуманітарні міжнародні медичні місії, навчально-практичні медичні семінари, нейро- так мікрохірургічні оперування фахівцями з Австрії, Франції у військових шпиталях України, лікарні служби безпеки України, шпиталях прикордонників 2014-16 рр.
- Гуманітарна та медична допомога для більше 225 обласних, районних, міських лікарень для цивільних та військових у 24 області України (2014 і дотепер).
- Проєкт підтримки та забезпечення матеріальними цінностями для життєдіяльності і успішної ресоціалізації внутрішньо переселених осіб в часі війни на Сході України з 2014 року.
- Проєкти навчання психологів України у канадських та британських спеціалістів-травмотерапевтів, психотерапевтів, психоаналітиків, із залученням супервізорів за міжнародними зразками post-graduate програм з 2016 року і дотепер.

Станом на травень 2015 в Україну було ввезено більше 700 тонн гуманітарних медичних вантажів, проліковано, прореабілітовано або протезовано більше 100 осіб..
Станом на березень 2022 року в країну було ввезено більше 2500 тонн гуманітарних медичних вантажів.
Країни, де відбувається найактивніша діяльність фонду «МАПУ»: Україна, Німеччина, Австрія, Словаччина, Литва, Латвія, Естонія, Греція, Франція, США, Канада, Італія, Польща, Велика Британія та Данія.

## Стратегія діяльності
Візія
- Україна, де кожен її житель почуватиметься творцем своєї розвиненої, щасливої нації.

Місія
- Сприяти розвитку та реінтеграції українського суспільства шляхом збереження та зміцнення нової генерації людей, що брали участь у Революції гідності та війні Росії проти України від лютого 2014 року і дотепер.

Стратегічна мета
- Власними прикладами спонукати українське суспільство до дії.
- Навчити громадянське суспільство мислити по-новому, діяти по-новому, творити й будувати по-новому.

Мета
- Доброчинна діяльність в інтересах суспільства та окремих категорій осіб.
- Пошук шляхів розвитку медицини, освіти, науки, мистецтва, культури та інших сфер українського суспільства.

Принципи
- Стратегічно мислити.
- Стратегічно діяти.
- Окреслювати актуальну проблематику теперішнього часу і вирішувати її.
- Впливати на вирішення глобальних питань розвитку нового громадянського суспільства України.
- Опираючись на християнські цінності відновлювати віру українців в успішне майбутнє України.

Напрями діяльності
- Поступово наповнити медичні заклади України новітнім медичним обладнанням.
- Надавати гуманітарну допомогу незахищеним верствам населення: безробітним, вимушено переселеним особам, особам які залишились на лінії розмежування та прилеглих зон, пораненим учасникам Революції гідності, пораненим учасникам АТО, родинам які втратили годувальника в часі АТО, інвалідам, сиротам, та іншим людям які опинилися у важкому становищі.
- Проводити лікувально-фізіологічну реабілітацію воїнів-захисників та потерпілих унаслідок проведення АТО.
- Проводити психоедукаційну реабілітацію родин учасників АТО/ООС, ветеранів російсько-української війни, військово-полонених учасників АТО разом з дітьми.
- Проводити дитячі проєкти в стилі edutiming, storytiming.

## Партнери
До партнерів організації належать:
- Міжнародний фонд «Відродження»
- Міністерство оборони України
- Посольство Австрії
- Міністерство охорони здоров'я України
- Міністерство соціальної політики України
- Міністерство інфраструктури України
- Міністерство екології та природних ресурсів України
- Посольство Франції в Україні
- Генеральне консульство Республіки Словаччина у м. Ужгород
- Міністерство внутрішніх справ Словацької Республіки
- Міністерство закордонних справ Словацької Республіки
- Українська служба порятунку в Закарпатській області
- ГО «Українська служба порятунку»
- БО «Caritas Internationalis»
- БО «Перша Львівська фундація»
- БО «Фундація Духовного Відродження»
- БО «Фонд Олени Пінчук „АнтиСНІД“»
- БО «Благодійний фонд сприяння і розвитку демократії» м. Вільнюс, Литва
- БО "Асоціація медичної та благодійної допомоги Франція-Україна (AMCFU)
- ГО «Медавтомайдан»
- БО «Крила Фенікса»
- Українська греко-католицька парафія Св. Миколая м. Бамберг, Німеччина
- Греко-католицька парафія Чехії
- Авіакомпанія «Міжнародні авіалінії України»
- ТОВ «Гренада-4»
- Компанія «KVD»
- Франфуртський ОБОЗ
- ММ «Добробут»
- Combat Stress, Лондон, Велика Британія
- Європейська асоціація психотерапевтів
- Український католицький Університет
- УГКЦ, реколекційний дім редемптористів у місті Яремче
- Товариство Червоного хреста у Словаччині
- Ukraine-Hilfe Berlin e.V.! (Німеччина)
- Міжнародна Авіалінія України
- Austrian Airlines
- Кондитерська корпорація «Рошен»
- Будівельна компанія «ІнтерБудМонтаж»
- Кінокомпанія «Єврокомпані»
- Київський національний університет імені Тараса Шевченка, кафедра психології